# Erentepe, Bulanık
Erentepe là một thị trấn thuộc huyện Bulanık, tỉnh Muş, Thổ Nhĩ Kỳ. Dân số thời điểm năm 2011 là 4.132 người.